# Ministério do Esporte e do Turismo
Já houve na estrutura do governo federal do Brasil o Ministério do Esporte e Turismo, criado pela Medida Provisória nº 1.795, de 31 de dezembro de 1998. Foi criado a partir do desmembramento de parte das atribuições do Ministério da Educação e do Desporto, transformado em Ministério da Educação, e do Ministério da Indústria, Comércio e Turismo, que passou a ser denominado Ministério do Desenvolvimento, Indústria e Comércio.
Com a edição da Medida Provisória nº 103, de 1º de janeiro de 2003 (convertida na Lei nº 10.683/2003), o referido Ministério foi organicamente transformado no Ministério do Esporte (Brasil), enquanto parte de suas atribuições foram transferidas ao recém-criado Ministério do Turismo (Brasil), separando, assim, as duas pastas.